# 919年
| 千纪： | 1千纪 |
| 世纪： | 9世纪 \| 10世纪 \| 11世纪 |
| 年代： | 880年代 \| 890年代 \| 900年代 \| 910年代 \| 920年代 \| 930年代 \| 940年代 |
| 年份： | 914年 \| 915年 \| 916年 \| 917年 \| 918年 \| 919年 \| 920年 \| 921年 \| 922年 \| 923年 \| 924年 |
| 纪年： | 己卯年（兔年）；南吴天祐十六年，武义元年；（晋）天祐十六年；后梁（吴越、闽）贞明五年；前蜀元年；岐天復十九年；于阗同慶八年；大長和安和三年；契丹神册四年；南汉三年；日本延喜十九年；后百济正开十九年；高丽天授二年 |

## 大事记
- 南吳楊隆演登吳國王位。
- 薩克森公爵亨利一世被選為东法兰克国王，建立薩克森王朝。

## 出生
- 余庆。
- 劉翰。
- 李成。
- 李景迁。
- 王明 (宋朝)。
- 石重乂。
- 竇儼 (宋朝)。
- 贊寧。
- 孟昶，后蜀第二任皇帝。
- 辽世宗，辽朝第三任皇帝

## 逝世
- 史夫人 (南吳太祖)。
- 彭彦章。
- 楊潯。
- 莊穆夫人。
- 谢彦璋。
- 贺瓌